# Феліпе Агілар
Феліпе Агілар (ісп. Felipe Aguilar, нар. 20 січня 1993, Медельїн) — колумбійський футболіст, захисник клубу «Атлетіко Насьйональ».
Виступав, зокрема, за клуб «Альянса Петролера», а також національну збірну Колумбії.

## Клубна кар'єра
Народився 20 січня 1993 року в місті Медельїн. Вихованець футбольної школи клубу «Атлетіко Насьйональ».
У дорослому футболі дебютував 2013 року виступами за команду клубу «Альянса Петролера», в якій провів два сезони, взявши участь у 71 матчі чемпіонату.  Більшість часу, проведеного у складі «Альянса Петролера», був основним гравцем захисту команди.
До складу клубу «Атлетіко Насьйональ» приєднався 2016 року. Відтоді встиг відіграти за команду із Медельїна 7 матчів в національному чемпіонаті.

## Виступи за збірні
Протягом 2011–2013 років залучався до складу молодіжної збірної Колумбії. На молодіжному рівні зіграв у 11 офіційних матчах, забив 1 гол.
2016 року залучений до складу олімпійської збірної Колумбії. У складі збірної — учасник  футбольного турніру на Олімпійських іграх 2016 року у Ріо-де-Жанейро.
З 2016 року викликається до лав національної збірної Колумбії.
У складі збірної був учасником Кубка Америки 2016 року в США, на якому команда здобула бронзові нагороди.

## Статистика виступів

### Статистика клубних виступів
| Сезон                 | Команда           | Чемпіонат | Чемпіонат | Національний кубок | Національний кубок | Континентальні кубки | Континентальні кубки | Усього | Усього |
| Сезон                 | Команда           | Ігор      | Голів     | Ігор               | Голів              | Ігор                 | Голів                | Ігор   | Голів  |
| --------------------- | ----------------- | --------- | --------- | ------------------ | ------------------ | -------------------- | -------------------- | ------ | ------ |
| «Атлетіко Насьйональ» | 2011              | 0         | 0         | 2                  | 0                  | -                    | -                    | 2      | 0      |
| «Атлетіко Насьйональ» | Разом             | 0         | 0         | 2                  | 0                  | 0                    | 0                    | 2      | 0      |
| «Альянса Петролера»   | 2012              | 0         | 0         | 0                  | 0                  | -                    | -                    | 0      | 0      |
| «Альянса Петролера»   | 2013              | 13        | 0         | 7                  | 3                  | -                    | -                    | 20     | 3      |
| «Альянса Петролера»   | 2014              | 28        | 0         | 4                  | 1                  | -                    | -                    | 32     | 1      |
| «Альянса Петролера»   | 2015              | 25        | 0         | 0                  | 0                  | -                    | -                    | 25     | 0      |
| «Альянса Петролера»   | Разом             | 66        | 0         | 11                 | 4                  | 0                    | 0                    | 77     | 4      |
| «Атлетіко Насьйональ» | 2016              | 7         | 0         | 0                  | 0                  | 6                    | 0                    | 13     | 0      |
| «Атлетіко Насьйональ» | Разом             | 7         | 0         | 0                  | 0                  | 6                    | 0                    | 13     | 0      |
| Усього за кар'єру     | Усього за кар'єру | 73        | 0         | 13                 | 4                  | 6                    | 0                    | 92     | 4      |

## Титули і досягнення

### Клубні
- Чемпіон Колумбії (2):

«Атлетіко Насьйональ»: 2017 А, 2022 А
- Володар Кубка Колумбії (3):

«Атлетіко Насьйональ»: 2016, 2018, 2021
- Володар Кубка Лібертадорес (1):

«Атлетіко Насьйональ»: 2016
- Володар Рекопи Південної Америки (1):

«Атлетіко Насьйональ»: 2017
- Володар Суперліги Колумбії (1):

«Атлетіко Насьйональ»: 2016

### Збірні
- Колумбія

 Бронзовий призер Кубка Америки (1): 2016
- Чемпіон Південної Америки (U-20) (1): 2013